# Szczecin
Szczecin (njemački Stettin, kašupski Sztetëno, latinski Stetinum, izgovor Ščećin) je poljski grad na obali Baltičkog mora i glavni grad Zapadnopomeranskog vojvodstva. Szczecin je jedna od najvažnijih poljskih luka na ušću rijeke Odre. Nalazi se u blizini njemačke granice, a u prošlosti je bio dio Njemačke.

## Povijest
U 8. st. su Slaveni naselili prostor grada i sagradili prvu utvrdu. Grad je bio dio prve poljske države i u 12. st. je postao jedna od najvažnijih luka na Baltičkom moru. U 12. st. su se u grad naselili njemački trgovci. Njemačka (Sveto Rimsko Carstvo) i Danska su vršile jak pritisak na Szczecin čiji vojvode su više puta postali danski i njemački vazali. 1278. je grad postao dio Hanzeatske lige (saveza trgovačkih gradova na Baltičkom i Sjevernom moru).
Tijekom Tridesetogodišnjeg rata je Szczecin (Stettin) okupirala Švedska kojoj je grad pripao Sporazumom u Stettinu 1653. 1720. je tijekom Velikog sjevernog rata grad zauzela Pruska. Grad se razvijao kao najvažnija pruska luka i kasnije jedna od najvećih njemačkih luka (početkom 20. st. je bio treća značajna njemačka luka nakon Hamburga i Bremena.
Početkom 2. svj. rata je Stettin bio njemačka baza za osvajanje Poljske. 1944. je grad pretrpio žestoko bombardiranje. Dne 26. travnja 1945. zauzela ga je sovjetska vojska. Nakon rata je određeno da rijeka Odra postane granica Njemačke i Poljske. Szczecin se nalazi na ušću Odre, te je pripao Poljskoj (granica je na samom ušću pomaknuta, tako da je cijeli grad pripao Poljskoj. Nijemci su protjerani iz grada, a u njega su naseljeni Poljaci koji su protjerani iz dijelova Poljske koji su pripali SSSR-u. Pod komunističkom upravom se razvija industrija i lučke djelatnosti i grad postaje jedna od najznačajnijih poljskih luka (posebno za potrebe Šleske). U gradu je bilo jedno od jačih uporišta sindikata Solidarnost (posebno u tamošnjem brodogradilištu) koji je doveo do pada komunističke vlasti 1990.
Szczecin je središte kulture i znanosti (nekoliko kazališta, muzeji i sveučilišta). Grad ima luku karakter. Ovo je tema turizma, npr ture na rijeci i Dani mora u Szczecinu.

## Zemljopis
Szczecin se nalazi na delti rijeke Odre. Na samom ušću sjeverno od grada Odra tvori jezero Dąbskie. Prostor ušća Odre se nalazi pod posebnom zaštitom kao park prirode. Oko samog grada postoji posebno zaštićena bukova šuma Puszcza Bukowa. Na ušću Odre se nalazi mjesto Świnoujście. Prostor je nizinski (Pribaltička nizina), ali oko Szczecina postoje brežuljci.

## Turističke atrakcije
- dvorac u Szczecinu[1]
- trublja poziv
- katedrala svetog Jakova[2] i crkva sv. Petra i sv Pavla[3]
- Narodni muzej[4] i Muzej tehnologije i komunikacije[5]
- stara gradska vijećnica
- Wały Chrobrego
- središnje groblje[6]
- Opera u dvorcu www, Szczecin filharmonija www i Kino Pionier 1909, jedan od najstarijih kinima kontinuirano rade na istom mjestu u svijetu[7]
- Żeromski park, Park Kasprowicz i Ruža Vrta
- Smaragdno jezero (Jezioro Szmaradgowe)
- ture na rijeci
- vodeni put Berlin – Szczecin – Baltičko more

## Promet
Szczecin ima morsku i riječnu luku.
Kroz Szczecin prolaze europski pravci E28 (Berlin – Gdanjsk – Vilnius – Minsk)  i E65 (Malmö – Prag – Zagreb – Split – Skoplje – Hania). Željezničke veze dovode do mnogih gradova, npr. Varšava, Świnoujście, Stargard, Gdanjsk, Wrocław, Krakov, Łódź i Berlin.
Javni gradski prijevoz čini velika mreža tramvajskih i autobusnih linija.
Vidi također: Tramvajski promet u Szczecinu i Tramwaje Szczecińskie

## Gospodarstvo
Osim lučkih djelatnosti, Szczecin je značajan industrijski centar. U gradu postoje tri brodogradilišta, a brodogradilište Stocznia Szczecińska je jedno od najvećih u Poljskoj. U gradu postoji željezara i prerada ribe.

## Znamenitosti
U gradu postoji dvorac pomeranskih vojvoda koji je u povijesti bio njihovo sjedište. Značajan je Bismarckov toranj. U središtu grada je trg Grundwalski do kojeg vodi Aleja fontana s brojnim fontanama. Postoje zgrade koje su krajem 19. i početkom 20. st. građene u stilu art nouveau. Centar ima mnoge aleje i parkove, te ga mnogi uspoređuju s Parizom. Zanimljiv je pomorski muzej, katedrala sv. Jakova i stara gradska vijećnica. Na obali rijeke postoji posebno uređen trg Wały Chrobrego.

## Vanjske poveznice
- Szczecin – poljski
- Szczecin – poljski, njemački, engleski
- Luka Szczecin – Świnoujście (poljski, njemački, engleski)
- Šćećinski Sveučilište – poljski, engleski
- Dvorac u Szczecinu – poljski, njemački, engleski
- Radio Szczecin
- Javni gradski prijevoz, Zarząd Dróg i Transportu Miejskiego – poljski